# Cycloon Cleopatra

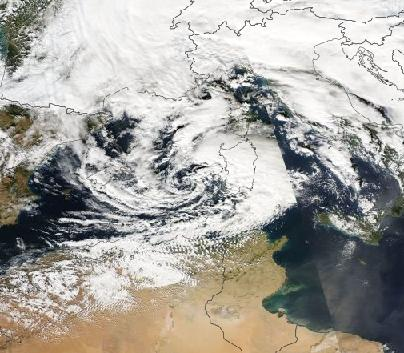
Cycloon Cleopatra

Cycloon Cleopatra was een frontale depressie die in november 2013 over de Middellandse Zee trok, en vooral op Sardinië overstromingen veroorzaakte.
De overstromingen werden veroorzaakt omdat het relatief warme zeewater aan de depressie veel activiteit meegaf. Bovendien ontwikkelden zich in de luchtstroom rond de depressie langzaam bewegende onweerscomplexen, doordat koudere lucht uit het noorden over het warmere zeewater uitstroomde en daarbij stuitte op warme vochtige lucht aan de oostkant van de depressie.
De gedurende twee dagen aanhoudende regen resulteerde in het overstromen van rivieren in het noordoosten van Sardinië, waar de wind van zee tegen de bergen omhoogstroomde wat extra neerslagintensiteit veroorzaakte. Het dorp Torpè en de steden Olbia, Nuoro en ook Oristano aan de westkust kregen te maken met ernstige wateroverlast. Op de ochtend van 19 november viel 440 mm regen in 90 minuten waardoor rivieren en beken overstroomden. Het gebied rond Olbia werd het zwaarst getroffen, waar huizen en auto's onder drie meter water verdwenen.
Er vielen zestien doden te betreuren, 1700 mensen werden in hotels ondergebracht. Paus Franciscus liet op Twitter weten dat hij diep geraakt was. Premier Letta vond het een nationale tragedie, hij riep de noodtoestand voor Sardinië uit en stelde twintig miljoen euro voor noodhulp beschikbaar.
De veerdiensten tussen Napels en Capri, Ischia en Procida werden verstoord.
Het slechte weer trok daarna verder naar Calabria en Campania op het Zuid-Italiaanse vasteland. Bij Rome werd het waterpeil in de Tiber in de gaten gehouden.